# Simskäla

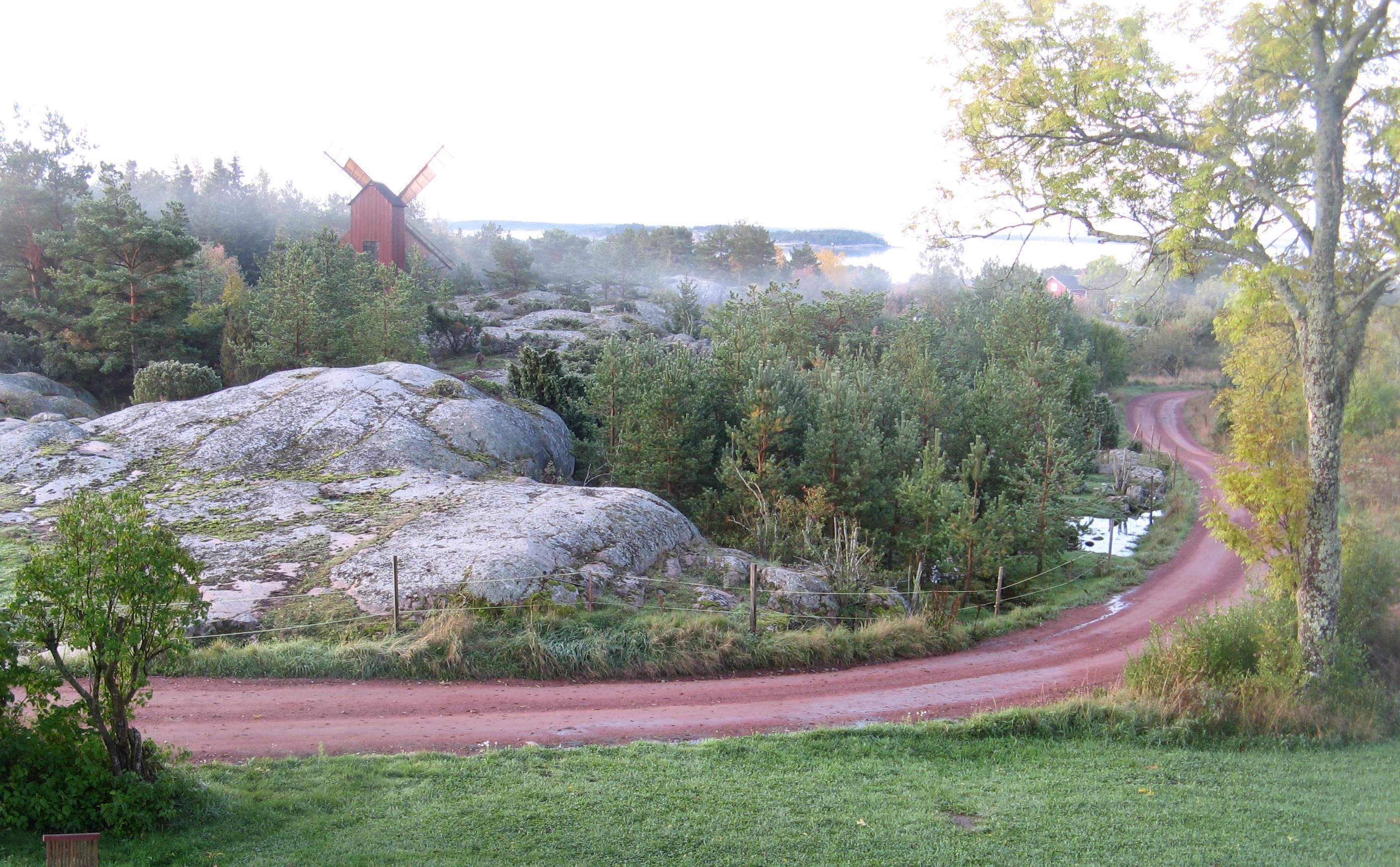
Kvarnberget på Östra Simskäla

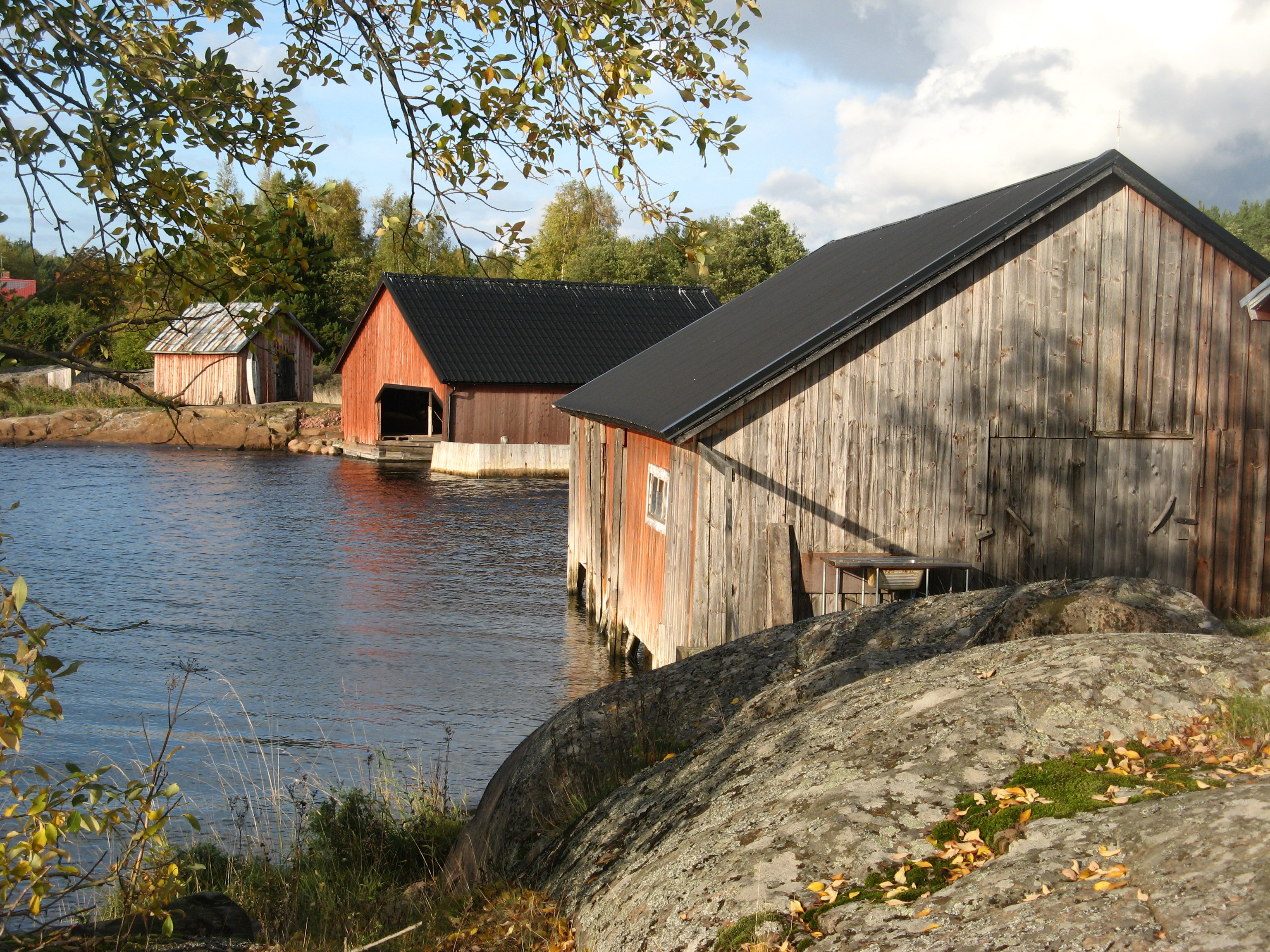
Båthus på Västra Simskäla

Simskäla är en ö i Vårdö kommun på Åland. Ön består av Östra och Västra Simskäla som sitter ihop med en kort bro.
Namnet förekommer i skriftliga källor första gången 1432 i samband med ett jordbyte. Stavningen har varierat och skrevs bl.a. i diverse skattelängder, utlagor och skördelängder Simskäla: Sijmesial, Sijmeesiel, Sijmasiela och Simisziella bara för att nämna några exempel. 
Landskapet är svagt kuperat med ömsom skog ömsom uppodlad mark och består till stor del av impediment.
Simskäla har i dag cirka 15 åretruntboende, men på 1950-talet var det en av Vårdös största byar. Under slutet av 1800-talet tillät nya fångstmetoder för strömming många att flytta ut till mindre öar och bli så kallade skärgårdstorpare. Ett stort antal barnrika familjer kom på så sätt att under några generationer befolka även utskären. Mest känd av dessa har Väderskär blivit genom Anni Blomqvists romanserie om "Stormskärs Maja".